# 滇桂喜鹊苣苔
滇桂喜鹊苣苔（学名：Ornithoboea wildeana），为苦苣苔科喜鹊苣苔属下的一个植物种。